# Castoro 10
Die Castoro 10 ist ein Arbeitsschiff des größten italienischen Offshore-Dienstleisters Saipem, einem ehemaligen Tochterunternehmen des Energiekonzerns Eni. 1976 in der niederländischen Werft Nederlandse Scheepsbouw gebaut, fährt es heute unter der Flagge der Bahamas und wird als seegehendes Pipelinelegeschiff eingesetzt.

## Technik und Ausrüstung
Der Rohrleger wurde bewusst mit einem sehr flachen Rumpf konstruiert, um das Arbeiten in seichten und küstennahen Gewässern zu ermöglichen.

### Grabenherstellung
Die Castoro 10 besitzt eine Ausrüstung zum Ausspülen eines Grabens, in den die Pipeline hineingelegt wird. Mit dem „Diverless Jet Sled 1“ können dabei Gräben mit einer Grabentiefe von 6 m in einer Wassertiefe von bis zu 300 m erzeugt werden.

### Rohrlegen
Das Schiff ist für das Verlegen von Pipelines bis zu einem Durchmesser von 60 Zoll im S-Lay-Verfahren ausgerüstet; verarbeitet werden dabei ausschließlich „Single-Joints“, das heißt Pipeline-Segmente mit einer Länge von 40 Fuß. Die zwei „Tensioner“ ermöglichen dabei eine Zugkraft von je 60 t. Die Verarbeitung der Pipelines erfolgt über zwei Stationen zum Anfasen der Pipelineenden mit je 44 kW, einer Schweißstation und zwei Stationen zur Durchstrahlungsprüfung. Zum Abschluss durchläuft die Pipeline noch die Stationen zur Oberflächenbeschichtung.

## Projekte
Mit der Castoro Sei und der Solitaire arbeitete sie am Nord-Stream-Projekt zur Verlegung einer Gaspipeline durch die Ostsee. Die Castoro 10 übernahm dabei den Flachwasserteil im Bereich der deutschen Ostsee.

## Technische Daten
Abmessungen:
- Länge: 112,82 m
- Länge mit Ausleger: 139,12 m
- Länge mit Stinger: 164,62 m
- Breite: 36,576 m
- Tiefgang: 5,2–9,16 m

Ankersystem:
- Anker: 8 × 7 t Delta Flipper an 1676 m Stahlseilen
- Winden: 8 × Intercon 74-170

Gerät zur Grabenherstellung:
- Länge: 11,8 m
- Breite: 12 m
- Höhe: 8,5 m
- Gewicht: 110 t
- maximaler Pipelinedurchmesser: 60 Zoll (rund 1,5 m)
- maximale Grabentiefe: 6 m
- maximale Arbeitstiefe: 300 m
- Strahlpumpen: 8 × Union MQF 9
- Strahlleistung: 2000 Gallonen pro Minute bei 2150 psi (rund 7,6 m³ bei 148 bar)